# ASEAN
ASEAN (Association of Southeast Asian Nations, Sammenslutningen af Sydøstasiatiske Nationer), blev grundlagt d. 8. august 1967 i Bangkok, Thailand, af Filippinerne, Indonesien, Malaysia, Singapore og Thailand.

ASEAN har til formål at styrke den økonomiske, sociale, og kulturelle udvikling i medlemslandene.

Man kan sige, at ASEAN er et modstykke til EU, dog meget svagere, nærmere sammenligneligt med det tidligere EF.
Brunei Darussalam blev medlem 8. januar 1984, Vietnam 28. juli 1995, Laos og Myanmar (Burma) 23. juli 1997 og Cambodja 30. april 1999.